# Dals-Eds landskommun
Dals-Eds landskommun var en tidigare kommun i Värmlands län.

## Administrativ historik
När 1862 års kommunalförordningar trädde i kraft inrättades denna kommun i Dals-Eds socken i Vedbo härad i Dalsland. Före 1 januari 1886 (namnbyte enligt beslut den 17 april 1885) var namnet Eds landskommun.
I kommunen inrättades 8 april 1927 Eds municipalsamhälle som 31 december 1957 upplöstes.
Vid kommunreformen 1952 bildade den en storkommun genom att inkorporera landskommunerna  Gesäter, Håbol, Nössemark, Rölanda och Töftedal.
Den 1 januari 1958 överfördes från Dals-Eds landskommun och Nössemarks församling till Lelångs landskommun och Torrskogs församling ett område (Köllviken norra och södra) med 76 invånare och omfattande en areal av 43,47 km², varav 33,80 km² land.
År 1971 ombildades landskommunen till Dals-Eds kommun.

### Kyrklig tillhörighet
I kyrkligt hänseende tillhörde kommunen Dals-Eds församling. Den 1 januari 1952 tillkom församlingarna Gesäter, Håbol, Nössemark, Rölanda och Töftedal.

## Kommunvapnet
Blasonering: En medelst vågskura bildad stam, som delas i grönt och blått, och däröver ett silverne parti att liknas vid en höjd, från vars topp uppstiger en eldslåga.
Vapnet komponerades av Carl Zakariasson och antogs av kommunen 1957. Ej fastställt av Kungl. Maj:t.

## Geografi
Dals-Eds landskommun omfattade den 1 januari 1952 en areal av 871,13 km², varav 758,12 km² land.

### Tätorter i kommunen 1960
I Dals-Eds landskommun fanns tätorten Ed, som hade 1 335 invånare den 1 november 1960. Tätortsgraden i kommunen var då 25,0 procent.

## Politik

### Mandatfördelning i valen 1938-1966
| 11 |  | 7 | 3 | 3 |

| 25 |

| 12 | 7 | 4 | 2 |

| 25 |

| 10 | 6 | 7 | 2 |

| 24 |

| 12 | 14 | 11 | 3 |

| 39 |

| 12 | 13 | 10 | 5 |

| 36 |

| 10 | 16 | 8 | 6 |

| 36 |

| 12 | 15 | 8 | 5 |

| 38 |

| 11 | 14 | 6 | 3 | 6 |

| 38 |